# Alicia mirabilis
Alicia mirabilis is een zeeanemonensoort uit de familie Aliciidae.
Alicia mirabilis is voor het eerst wetenschappelijk beschreven door Johnson in 1861.